# Relaciones Surinam-Venezuela
Las relaciones Surinam-Venezuela se refieren a las relaciones internacionales que existen entre Surinam y Venezuela.

## Historia
Surinam se abstuvo de una resolución de la Organización de Estados Americanos, aprobada el 5 de junio de 2018, en la cual se desconocen los resultados de las elecciones presidenciales de Venezuela del 20 de mayo donde se proclamó ganador a Nicolás Maduro.
Surinam mostró su respaldo a Nicolás Maduro durante la crisis presidencial de Venezuela al votar en contra de una resolución del Consejo Permanente de la OEA en la que se desconocía la legitimidad del nuevo periodo presidencial de Maduro el 10 de enero de 2019.

## Misiones diplomáticas
- Surinam tiene una embajada en Caracas
- Venezuela tiene una embajada en Paramaribo.

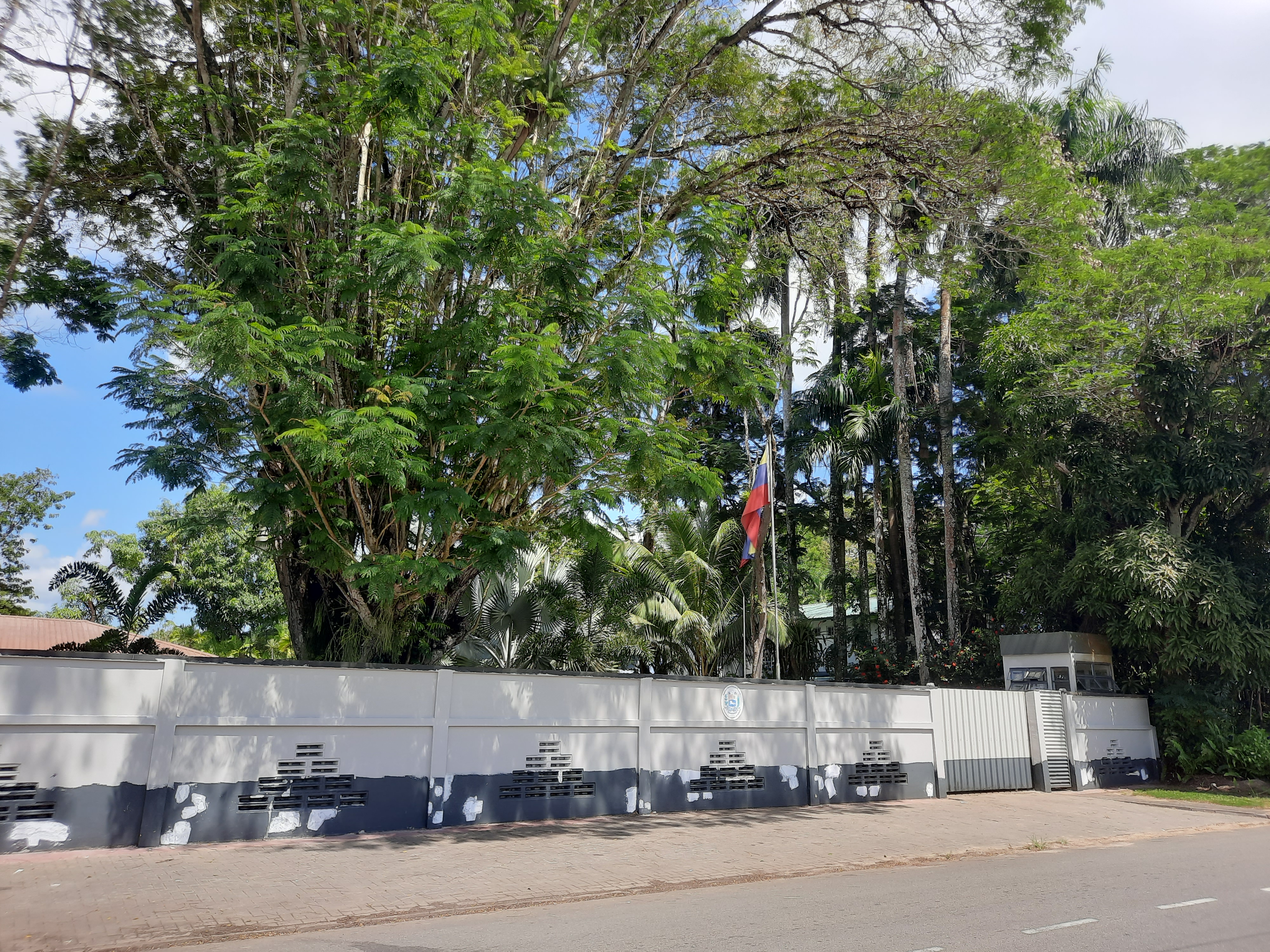
Embajada de Venezuela en Paramaribo